# Філіпп Руссело
Філі́пп Руссело́ (фр. Philippe Rousselot; нар. 4 жовтня 1945, Бріє, Мерт і Мозель, Франція) — французький кінооператор, лауреат премії «Оскар» 1993 року у номінації «Найкращий оператор» (за роботу над фільмом «Там, де тече річка»), тричі лауреат премії «Сезар» та низки інших кінопремій.

## Біографія
Закінчив Національну кіношколу Луї Люм'єра у 1966 році. Працював асистентом у Нестора Альмендроса. Дебютував як оператор у 1970 році, зняв кілька короткометражних і документальних стрічок. Пізніше працював з визначними режисерами Франції, Великої Британії, США.
У 1997 році як режисер поставив фільм «Поцілунок змія», який був одним з претендентів на Золоту пальмову гілку в основній конкурсній програмі 50-го Каннського кінофестивалю.

## Фільмографія
| Рік  | Назва                                      | Оригінальна назва                                  | Режисер/Нагороди |
| ---- | ------------------------------------------ | -------------------------------------------------- | --- |
| 1970 | Світло землі                               | Le clair de terre                                  | Гі Жиль |
| 1975 | Де тонко, там і рветься                    | Il pleut toujours où c'est mouillé                 | Жан-Даніель Саймон |
| 1979 | Дивна дівчинка                             | La Drôlesse                                        | Жак Дуайон |
| 1980 | Провінціалка                               | La Provinciale                                     | Клод Горетта |
| 1981 | Діва                                       | Diva                                               | Жан-Жак Бенекс • Премія Сезар • Премія Національної спілки кінокритиків США                                                                                          |
| 1983 | Місяць у стічній канаві                    | La Lune dans le caniveau                           | Жан-Жак Бенекс • Номінація на премію Сезар |
| 1984 | Немо                                       | Nemo                                               | Арно Селіньяк |
| 1985 | Смарагдовий ліс                            | The Emerald Forest                                 | Джон Бурман • Номінація на премію BAFTA |
| 1986 | Тереза                                     | Thérèse                                            | Ален Кавальє • Премія «Сезар» |
| 1987 | Надія і слава                              | Hope and Glory                                     | Джон Бурман • Номінація на Оскар • Номінація на премію BAFTA • Премія Британського товариства кінематографістів • Премія Премія Національної спілки кінокритиків США |
| 1988 | Ведмідь                                    | L'Ours                                             | Жан-Жак Анно • Номінація на премію «Сезар» |
| 1989 | Небезпечні зв'язки                         | Dangerous Liaisons                                 | Стівен Фрірз • Номінація на премію BAFTA |
| 1989 | Занадто красива для тебе                   | Trop belle pour toi                                | Бертран Бліє • Номінація на премію «Сезар» |
| 1989 | Ми не янголи                               | We're No Angels                                    | Ніл Джордан |
| 1990 | Генрі і Джун                               | Henry & June                                       | Філіп Кауфман • Номінація на премію «Оскар» |
| 1991 | Спасибі, життя                             | Merci la vie                                       | Бертран Бліє |
| 1991 | Чудо                                       | The Miracle                                        | Ніл Джордан |
| 1992 | Там, де тече річка                         | A River Runs Through It                            | Роберт Редфорд • Премія «Оскар» |
| 1993 | Соммерсбі                                  | Sommersby                                          | Джон Емієл |
| 1993 | Плоть від плоті                            | Flesh and Bone                                     | Стів Клоувз |
| 1994 | Королева Марго                             | La Reine Margot                                    | Патріс Шеро • Премія «Сезар» |
| 1994 | Інтерв'ю з вампіром: хроніка життя вампіра | Interview with the Vampire: The Vampire Chronicles | Ніл Джордан • Премія BAFTA • Премія Британського товариства кінематографістів                                                                                        |
| 1996 | Мері Райлі                                 | Mary Reilly                                        | Стівен Фрірз |
| 1996 | Народ проти Ларрі Флінта                   | The People vs. Larry Flynt                         | Мілош Форман |
| 1997 | Поцілунок змія                             | The Serpent's Kiss                                 | Філіпп Руссело • Номінація на Золоту пальмову гілку Каннського МКФ                                                                                                   |
| 1999 | Павутина брехні                            | Random Hearts                                      | Сідні Поллак |
| 2000 | Згадуючи Титанів                           | Remember the Titans                                | Боаз Якін |
| 2001 | Планета мавп                               | Planet of the Apes                                 | Тім Бертон |
| 2001 | Кравець з Панами                           | The Tailor of Panama                               | Джон Бурмен |
| 2002 | Історія Антуана Фішера                     | Antwone Fisher                                     | Дензел Вашингтон |
| 2003 | Велика риба                                | Big Fish                                           | Тим Бёртон |
| 2005 | Чарлі і шоколадна фабрика                  | Charlie and the Chocolate Factory                  | Тим Бертон |
| 2005 | Костянтин: Володар темряви                 | Constantine                                        | Френсіс Лоуренс |
| 2007 | Відважна                                   | The Brave One                                      | Ніл Джордан) |
| 2007 | Леви для ягнят                             | Lions for Lambs                                    | Роберт Редфорд |
| 2007 | Великі сперечальники                       | The Great Debaters                                 | Дензел Вашингтон |
| 2008 | Шерлок Холмс                               | Sherloc Holmes                                     | Гай Річі |
| 2008 | Коханці                                    | Beautiful Creatures                                | Річард ЛаҐрейвеніс |
| 2010 | Пікок                                      | Peacock                                            | Майкл Ландер |
| 2011 | Ларрі Краун                                | Larry Crowne                                       | Том Генкс |
| 2011 | Шерлок Холмс: Гра тіней                    | Sherlock Holmes: A Game of Shadows                 | Гай Річі |
| 2013 | Прекрасні створіння                        | Beautiful Creatures                                | Річард Лагравенезе |
| 2021 | Без каяття                                 | Without Remorse                                    | Стефано Солліма |
| 2022 | Звір                                       | Beast                                              | Бальтасар Кормакур |